# Exogenesis: Symphony
Singles de Muse
Resistance
(2010) Neutron Star Collision (Love Is Forever)
(2010)
Pistes de The Resistance
I Belong to You (+Mon cœur s'ouvre à ta voix)
(8)
Exogenesis: Symphony est une chanson du groupe britannique Muse. Elle est présentée par le groupe comme une symphonie en trois mouvements intitulés Overture, Cross-Pollination et Redemption. Clôturant leur album The Resistance, il s'agit du premier morceau du genre à être réalisé par le groupe, lequel travaillait dessus depuis déjà plusieurs années, ainsi que leur plus long en date, durant près de 13 minutes (le dernier était Citizen Erased, d'une durée de sept minutes et 19 secondes). Il est publié comme dernier single de l'album, le 19 avril 2010.

## Développement
Longtemps surnommée « The Symphonic Monster » par le groupe, elle faillit être intégrée à l'album Black Holes and Revelations, Matthew Bellamy indiquant dans une interview de 2007 que « ces quelques morceaux d'idées mis de côté [à l'époque] étaient alors trop progressifs pour [cet album][réf. nécessaire]. » Ce dernier tint à être l'exclusif compositeur de cette pièce, craignant qu'un arrangeur « la fasse sienne » dans l'éventualité d'une collaboration. Cependant, son inexpérience en la matière lui impose un travail fait de recherches fastidieuses et long de plusieurs années.
Une interview accordée au magazine NME en novembre 2008 permet aux membres du groupe de s'exprimer sur cette chanson : « Il y a une nouvelle chanson en trois parties, qui tient plus de la symphonie que de la chanson, sur laquelle je travaille sporadiquement depuis plusieurs années. Comme un important pourcentage de la composition est instrumental, j'ai toujours refusé de collaborer avec un arrangeur pour cordes, de peur qu'il se l'approprie. J'arrange ainsi toutes les parties moi-même, ce qui prend beaucoup de temps. Le rendu final devrait normalement correspondre aux trois dernières pistes du prochain album. » En mars 2009, il ajoute des précisions sur le son global de l'album, décrit comme « prêt pour tourner sur Classic FM », « une collaboration totale avec un orchestre entier » ayant permis « la naissance d'un album symphonique. »
Exogenesis paraît le 19 avril 2010 en tant que cinquième extrait (et 4e single) de l'album The Resistance. Seuls 2 000 exemplaires au format vinyle 7" sont distribués, aux États-Unis uniquement. Le 1er avril 2010, le groupe met en place à minuit un lien pour le téléchargement d'un single gratuit, une quatrième partie au single Exogenesis intitulée Salvation et accompagnée de deux autres morceaux et un artwork. Il s'agissait en fait d'un canular pour la fameuse occasion du poisson d'avril. En septembre 2012, l'auteur américain Charles Bolfrass porte plainte auprès de la cour fédérale de Manhattan. Il accuse Muse d'avoir plagié le concept, le thème et l'histoire de son opéra-rock après s'être rencontrés en 2005. Il demande au groupe 3,5 millions de dollars de dommages et intérêts.

## Caractéristiques
Les titres sont révélés un à un le 3 juillet 2009 via la page Twitter du groupe. Son titre pourrait se traduire par La symphonie de l'exogenèse, terme qui défend la théorie alternative selon laquelle la vie terrestre pourrait être venue de l'espace. S'exprimant au sujet de The Resistance, Matthew Bellamy a détaillé l'inspiration et le sens de Exogenesis : « La symphonie Exogenesis est influencée par Rachmaninov, Richard Strauss, Chopin et Pink Floyd. J'y examine la notion de “panspermie” [théorie selon laquelle la vie sur Terre serait due à une fertilisation extra-terrestre], en y racontant les derniers instants de notre planète. Le monde entier place tous ses espoirs dans un groupe d'astronautes qui part explorer l'espace pour répandre l'espèce humaine sur une autre planète. La première partie est une acceptation blasée du terme de la civilisation humaine. La deuxième partie est l'espoir désespéré de la réussite de la mission spatiale censée repeupler d'autres contrées, chacun sachant qu'elle est le dernier espoir du Salut terrien. Enfin, la troisième partie voit les astronautes réaliser que l'Humanité est prise dans un immense cycle qui ne pourra changer que si elle le décide elle-même, sans quoi le processus recommencera indéfiniment[réf. nécessaire]. »

## Clip vidéo
Le dimanche 5 septembre 2010, est mis en ligne sur internet, un court métrage de Guy Ritchie de plus de 5 minutes mettant en scène Jude Law et une femme à Paris, entre appartements chics et la place du Trocadéro. Ce film est une courte scène de Rendez-vous, publicité pour un parfum Dior. La musique est l'intégralité du morceau Exogenesis Overture, la première partie de la symphonie. Une version beaucoup plus courte de la vidéo est destinée à la promotion du parfum à la télévision.
La troisième partie de la symphonie, Exogenesis Symphony: Redemption est la bande son de la promotion du film de Mark Romanek, Never Let Me Go en 2010. On[Qui ?] entend Exogenesis Overture dans la bande d'annonce du film The Prodigies, sortie en juin 2011.

## Listes des titres
| 1. | Exogenesis: Symphony (parts I-III) | 12:51 |

| 1. | Uprising (Live from Teignmouth) | 5:37 |
| 2. | Resistance (Live from Lisbon)   | 5:36 |

## Accueil
D'après le magazine NME, Exogenesis est l'un des morceaux les plus marquants de l'album, la chanson étant décrite comme « plus emphatique que tout ce que Muse a jamais fait ». Le blog français Judebox reconnaît « les fantaisies d'une star en admiration devant d'éminents compositeurs romantiques (Chopin, Liszt…) » alors que « la voix évoque expressément celle de Thom Yorke ».